# Lycée Français de Vienne
Das Lycée français de Vienne (LFV) ist eine französische Auslandsschule in Wien und wurde 1946 von Général Béthouart gegründet. Es ist eine Privatschule mit Öffentlichkeitsrecht. Mit dem Theresianum teilt es sich ein Internat. Das Lyzeum ist eine von 494 durch das Schulnetz der Agence pour l’enseignement français à l’étranger (AEFE) verbundenen Schulen.

## Geschichte

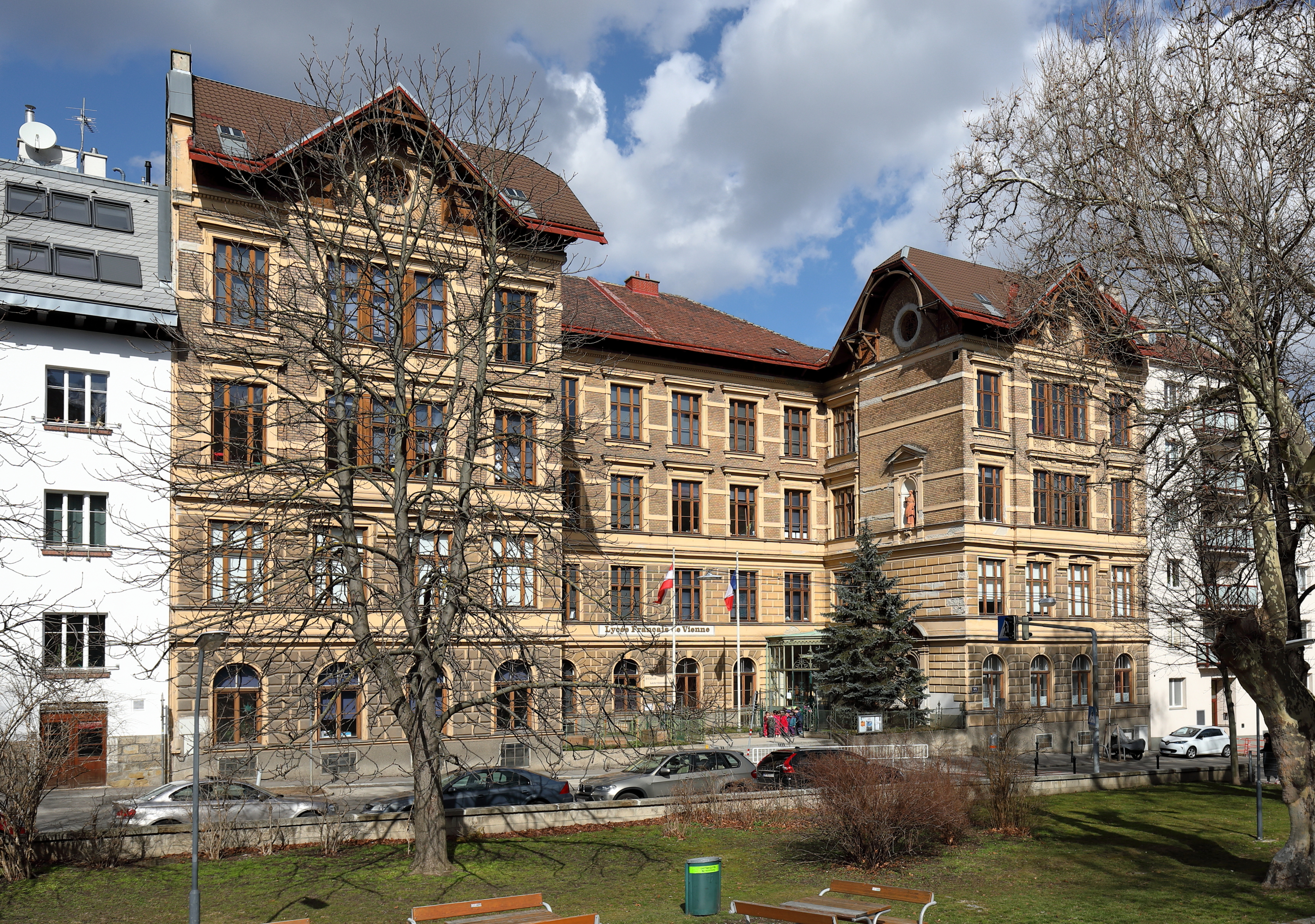
Ecole Maternelle in Heiligenstadt

Die Schule wurde am 11. Mai 1946 mit 77 Schülern in provisorischen Räumlichkeiten eröffnet und übersiedelte in der Folge in das von Karl Kupsky (1906–1984) mit geplante, am 8. Mai 1954 feierlich freigegebene Schulgebäude innerhalb des Parks des Palais Clam-Gallas zwischen Liechtensteinstraße und Währinger Straße im 9. Wiener Gemeindebezirk. Seit Beginn ist sie eine gemischte Schule für österreichische, internationale, und französische Schüler. Auch die Räumlichkeiten des „Studio Molière“, dem ehemaligen „Fliegerkino“, gehören zur Schule.
Am 15. März 1947 wurde ein erster Vertrag zwischen der Österreichischen und der Französischen Republik geschlossen, um die Zusammenarbeit in den Bereichen Erziehung, Ausbildung und Universität sowie auf literarischem, wissenschaftlichem und künstlerischem Gebiet zu fördern.
1950 hatte die Schule schon 500 Schüler und 1953 1350, wobei schon damals 20 % französischer Herkunft waren. Da die Israelitische Kultusgemeinde Wien nach dem Zweiten Weltkrieg zahlreiche jüdische Einrichtungen, darunter auch einige Schulen, schloss, besuchten viele jüdische Schüler das Lyzeum. So absolvierten dort unter anderen Ben Segenreich, Ariel Muzicant und Ronald Barazon ihre Schulzeit.
Ein weiterer Vertrag vom 22. Februar 1952 definierte das Verhältnis zwischen Matura und Baccalauréat zueinander sowie den jeweiligen Stellenwert des österreichischen und französischen Unterrichts. Dieser Vertrag wurde 1960, 1962, 1968 und zuletzt am 27. Jänner 1983 aktualisiert.
Im Schuljahr 2005/06 besuchten 1.821 Schüler das Lycée, davon 362 den Kindergarten, 604 die Volksschule und 855 die Unter- und Oberstufe des Gymnasiums.
Heute befinden sich Kindergarten sowie einige Volksschulklassen in den Räumlichkeiten in Grinzing, die restlichen Klassen sind in den Gebäuden in der Liechtensteinstraße untergebracht.

## Struktur und Ausrichtung

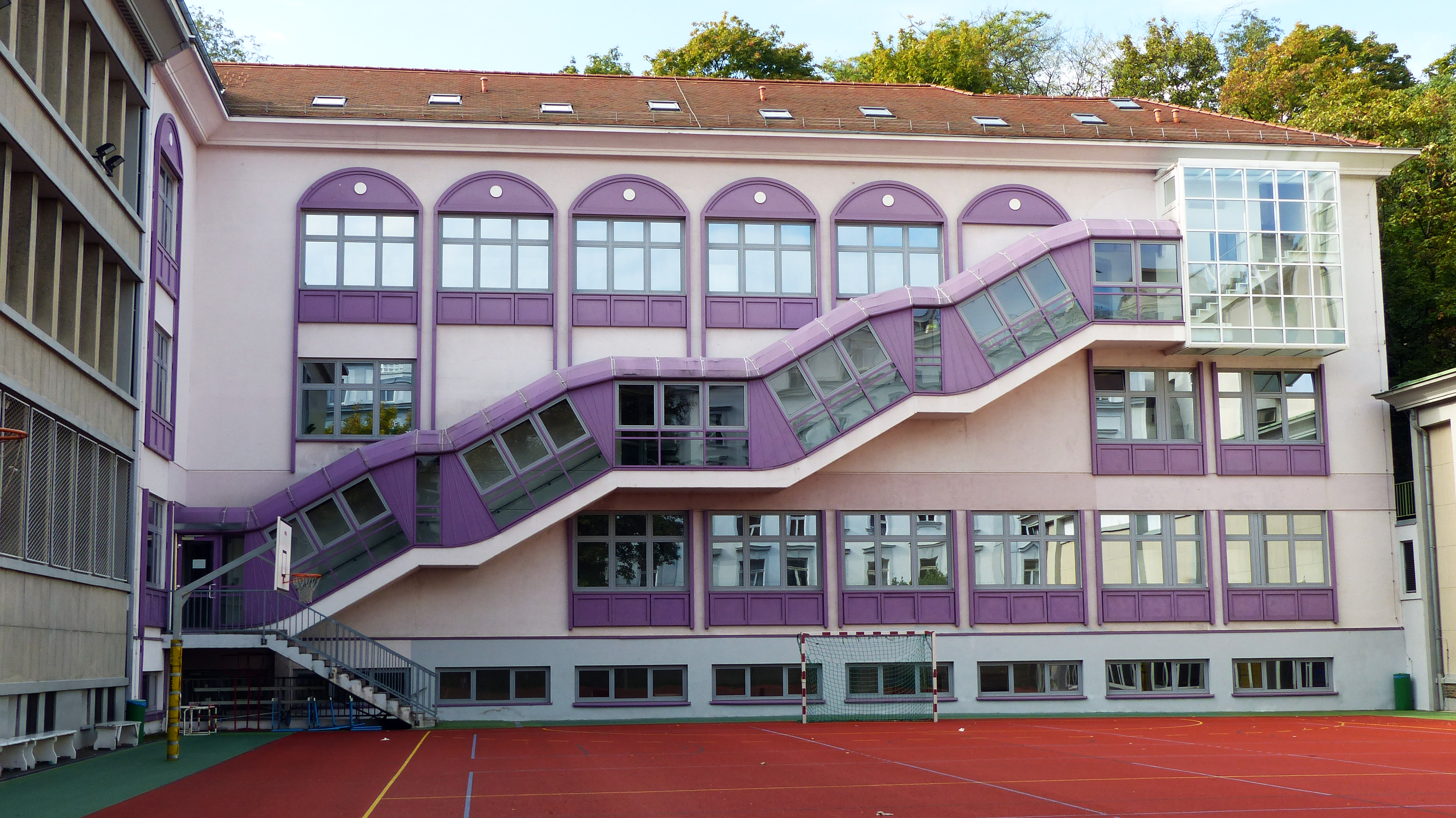
Ecole Elementaire

Zum Lycée français de Vienne gehören entsprechend dem französischen Schulsystem:
- die École Maternelle (Kindergartenalter) mit Standort in Grinzing
- die École Élémentaire (Volks- bzw. Grundschule) mit Hauptstandort im 9. Bezirk
- das Collège (vierjährige Mittelschule)
- das Lycée (dreijähriges Gymnasium), ebenfalls im Hauptgebäude im 9. Bezirk

Die Schule ist wie in Frankreich als Ganztagsschule mit Französisch als Unterrichtssprache betrieben. Für Österreicher ist Zusatzunterricht auf Deutsch vom Kindergarten bis zur Matura verpflichtend, Nichtösterreichern wird Deutsch als erste lebende Fremdsprache ab dem Kindergarten angeboten. Auch für englischsprachige Schüler gibt es speziellen Unterricht, welcher dann den Besuch einer englischsprachigen Universität erlaubt. Zu Mittag gibt es landestypische Kost, und die Schullandwochen werden meist in Frankreich verbracht. Mit dem Abschluss erhält man sowohl ein französisches Baccalauréat als auch eine österreichische Matura, wenn der Zusatzunterricht auf Deutsch belegt wurde. Weitere angebotene Sprachen sind Spanisch, Arabisch und Latein. Fast seit Anbeginn kommen 70 % der Schüler aus Österreich, 20 % aus Frankreich und die restlichen 10 % aus über 50 Ländern aller Welt, in der jüngeren Vergangenheit ist der Anteil an Nicht-Österreichern jedoch auf etwa 40 % gestiegen.

## Ablauf und Bedeutung
Aufgrund des sehr großen Andrangs besteht die sicherste Methode zur Sicherung eines Platzes an der Schule darin, dort bereits in den Kindergarten zu gehen, was für nicht-französischsprachige Kinder auch empfohlen wird und ab dem dritten Lebensjahr möglich ist. Auf jeden Fall muss die Einschreibung vor dem zehnten Geburtstag erfolgen. Für nicht-französischsprachige Kinder zwischen sechs und zehn Jahren (1. Jahrgangsstufe Volksschule bis 1. Jahrgangsstufe AHS) gibt es eine maximal zwanzigköpfige Einstiegsklasse, in der die Voraussetzungen für eine Eingliederung in den normalen Schulbetrieb geschaffen werden. Die Schüler sind dabei in ihrer Stammklasse und werden nach einem festgelegten Zeitplan für sechs Unterrichtseinheiten pro Woche aus dem Klassenverband geholt. Während der Zeit ist mit dem zusätzlichen deutschsprachigen Unterricht auch gesorgt, dass bei Problemen eine Eingliederung in eine österreichische Schule keine Probleme bereitet.
Der Unterricht beginnt um 8:25 Uhr und dauert am Vormittag bis 12:30. Der Nachmittagsunterricht beginnt um 13:30 Uhr und kann bis 18:25 Uhr dauern. Eine Unterrichtseinheit beträgt ungefähr 55 Minuten. Am Vormittag und am Nachmittag gibt es jeweils eine 10-minütige Pause. Samstag ist schulfrei.
In einer Bewertung durch das Magazin Gewinn erreichte die Schule den vierten Platz hinter BG Parhamerplatz, BG Rahlgasse und dem Theresianum.

## Bekannte Absolventen
- Ronald Barazon (* 1944), Journalist
- Timna Brauer (* 1961), Sängerin
- Arabella Kiesbauer (* 1969), Fernsehmoderatorin
- Mijou Kovacs (* 1957), Schauspielerin
- Christoph Matznetter (* 1959), Politiker sowie Wirtschaftsprüfer und Steuerberater
- Claudia Messner (* 1962), Schauspielerin
- Ariel Muzicant (* 1952), ehemaliger Präsident der IKG Wien
- Michael Nikbakhsh (* 1970), Journalist
- Maria Hedwig Pauer OCist, Äbtissin
- Martin Ploderer, Schauspieler
- Alexander Potyka (* 1957), Verleger
- Michael Rendi (* 1964), Diplomat
- Eleni Schindler-Kaudelka (* 1949), Archäologin
- Marjane Satrapi (* 1969), Autorin
- Ben Segenreich (* 1952), Journalist und Physiker
- Isabella Straub (* 1968), Schriftstellerin
- Zoë Straub (* 1996), Sängerin, Schauspielerin und Moderatorin
- Mirjam Unger (* 1970), Moderatorin und Filmregisseurin
- Toto Wolff (* 1972), Investor, Automobilrennfahrer und Motorsportchef bei Mercedes